# Ambrogio Trivulzio

Stemma base della famiglia Trivulzio

Ambrogio Trivulzio (Milano, XIII secolo – Milano, 1301?) è stato un politico italiano, capostipite della famiglia Trivulzio.

## Biografia
Faceva parte della Matricula Nobilium di Milano. Nel 1277 l'arcivescovo e signore di Milano Ottone Visconti citò la famiglia Trivulzio tra le 200 del patriziato milanese i cui membri erano autorizzati ad essere creati canonici del duomo di Milano.

## Discendenza
Ebbe tre figli:
- Bernardo (?-ante 1312), politico, sposò Filippa Langosco
- Spico, nel 1302 era magistrato di Milano
- Manfredo, politico, sposò Orsola Aliprandi